# Chalcocopris
Chalcocopris là một chi bọ cánh cứng thuộc họ Scarabaeidae.